# Eumaeus
Eumaeus  is een geslacht van vlinders uit de familie Lycaenidae, de kleine pages, vuurvlinders en blauwtjes.

## Soorten
- Eumaeus atala (Poey, 1832)
- Eumaeus childrenae (G. Gray, 1832)
- Eumaeus giganteus (Röber, 1927)
- Eumaeus godartii (Boisduval, 1870)
- Eumaeus hagmanni (Röber, 1923)
- Eumaeus minijas (Hübner, 1809)
- Eumaeus toxana (Boisduval, 1870)
- Eumaeus toxea (Godart, 1824)